# Шлапялис, Юргис
Ю́ргис Шлапя́лис (лит. Jurgis Šlapelis; 18 апреля 1876, деревня Гальсишкяй (ныне Купишкский район) — 7 марта 1941, Вильнюс) — литовский общественный и политический деятель, врач, языковед, лексикограф, педагог, переводчик; муж Марии Шлапялене, деятеля культуры.

## Биография

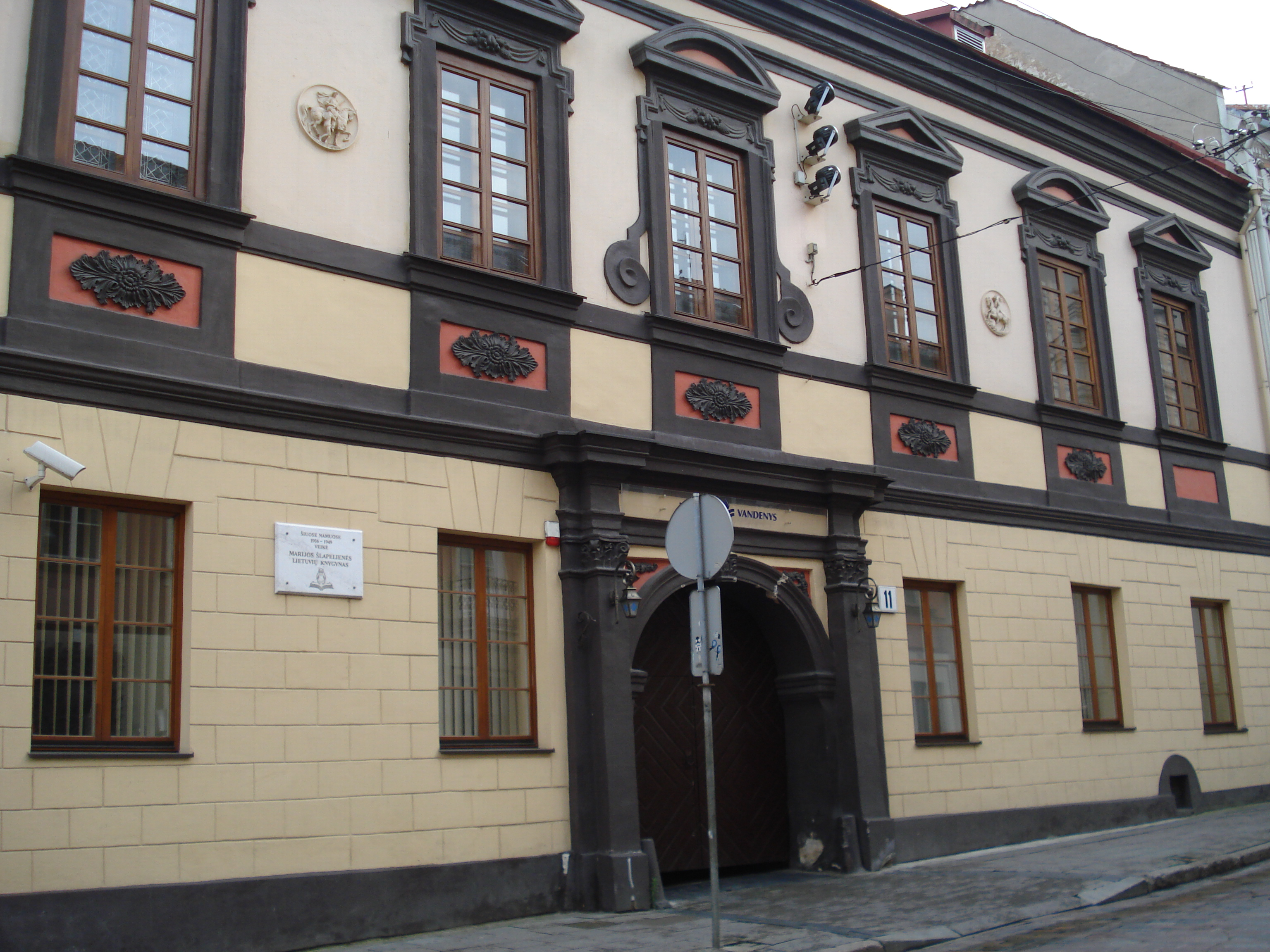
Дворец Поцеев, в котором действовал книжный магазин Шлапялисов

Родился в многодетной крестьянской семье. В 1892 году поступил в 4-й класс гимназии в Митаве, но в 1896 году был исключён за отказ молиться на русском языке. В 1897 году, выдержав в Санкт-Петербурге экзамены экстерном, поступил на медицинский факультет Московского университета, который закончил в 1906 году.
Жил в Вильно с 1904 года, в Москву ездил только для того, чтобы сдать экзамены. В 1906 году вместе с женой Марией Пясецкой (в браке Шлапялене) основал литовский книжный магазин на Благовещенской улице (ныне Доминикону), который стал одним из очагов литовской национального движения.
В 2004 году, в связи со столетием отмены запрета на литовскую печать латинским шрифтом, на доме, в котором действовал книжный магазин Шлапялисов в 1904—1949 годах, открыта мемориальная таблица (скульптор А. Зубковас).

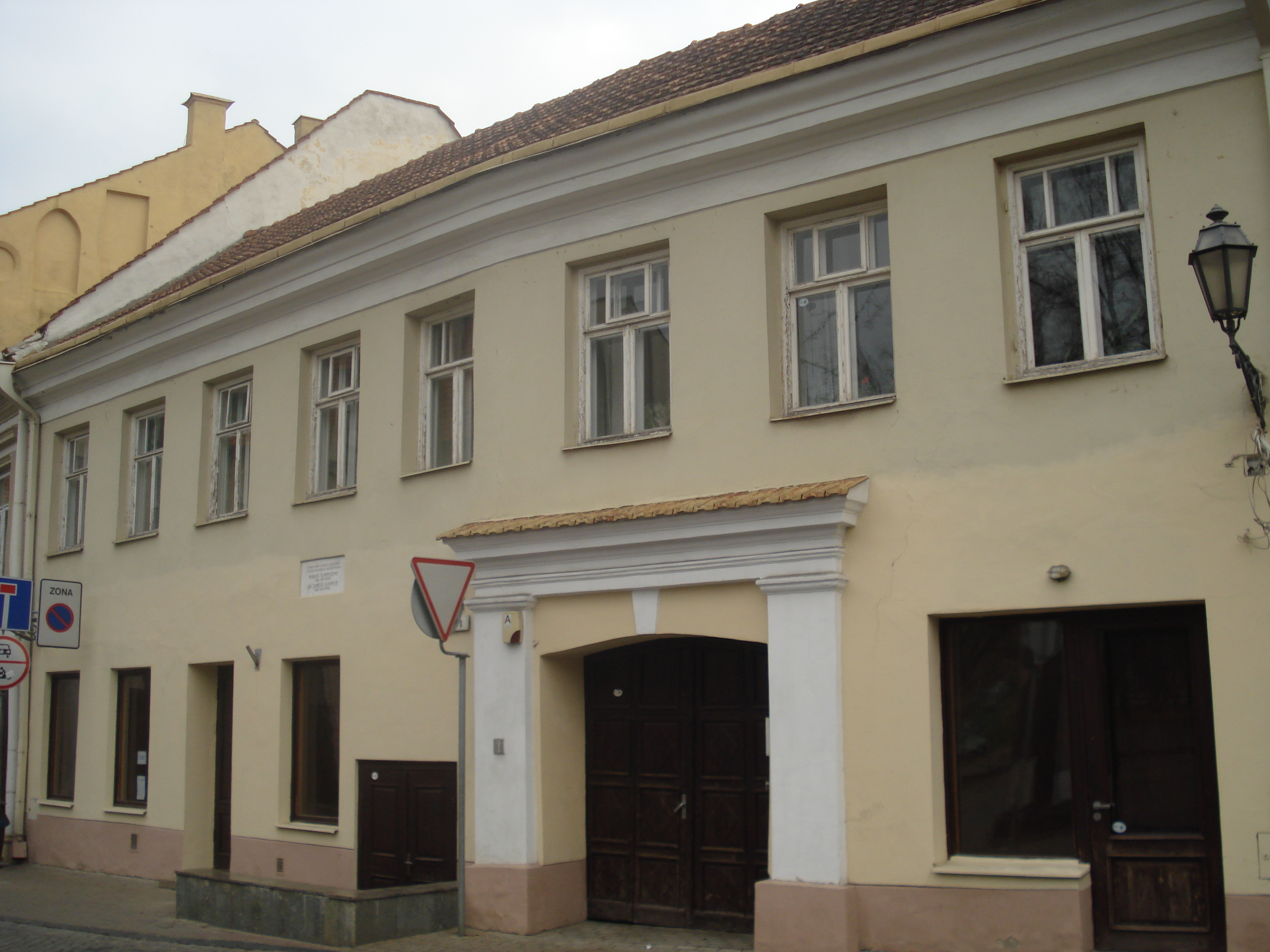
Дом Марии и Юргиса Шлапялисов

С 1905 года был членом Социал-демократической партии Литвы. В том же году был одним из организаторов Великого Вильнюсского сейма. Вместе с Пеликсасом Бугайлишкисом, Антанасом Пуренасом и другими организовал охрану здания Городского зала, в котором происходил съезл, чтобы предотвратить нападение жандармов.
Писал в литовских периодических изданиях «Вильняус жинёс», «Летувос укининкас», «Вильтис», «Драугия». Участвовал в литовской культурной жизни Вильно, собирал фольклор, в 1909 году принимал участие в кодификации норма литовского язык. Редактировал словарь литовского языка (1907—1917).
Мобилизованный во время Первой мировой войны в Русскую императорскую армию, в 1914—1918 годах воевал на фронте. По возвращении в Вильно в 1921—1932 работал в литовской гимназии имени Витовта Великого, преподавал латынь, литовский язык, историю. Общался с Казимерасом Бугой, Йонасом Яблонскисом, Юозасом Бальчиконисом. Подготовил издание сочинений Кристионаса Донелайтиса (1909).
Похоронен на кладбище Расу (Rasų kapinės). В 1991 году в доме, в котором Юргис Шлапялис жил в 1926—1941 годах, основан Дом-музей Марии и Юргиса Шлапялисов (улица Пилес 40) . На доме установлена мемориальная таблица.

## Словари
Составил ряд одноязычных, двуязычных (литовско-русский, литовско-польский и другие), многоязычных словарей. Среди них Svetimų ir nesuprantamų žodžių žodinėlis (Словарь чужих и непонятных слов).
- Šlapelis, Jurgis. Литовско-русский словарь = Lietuvių ir rusų kalbų žodynas. — Vilnius: M. Šlapelienės lietuvių knygynas, „Žaibo“ sp., 1921. — 320 с.
- Šlapelis, Jurgis. Литовско-русско-польско-немецкий словарь. Słownik litewsko-rosyjsko-polsko-niemiecki. Litauisch-russisch-polnisch-deutsches Wörterbuch von Jurgis Šlapelis = Jurgio Šlapelio Lietuvių kalbos žodynas, išverstas rusiškai, lenkiškai ir vokiškai. — Vilnius: Žaibo sp., 1920-1922. — 320 с.
- Šlapelis, Jurgis. D-ro Jurgio Šlapelio kirčiuotas lenkiškas lietuvių kalbos žodynas = Dr. J. Szłapelis słownik litewsko-polski akcentowany. — Vilnius: M. Šlapelienės lietuvių knygynas, „Ruch“ sp., 1938. — 608 с. — 1000 экз.
- Šlapelis, Jurgis. D-ro Jurgio Šlapelio kirčiuotas lenkiškas lietuvių kalbos žodynas = Dr. J. Szłapelis słownik litewsko-polski akcentowany. — 2-oji laida. — Vilnius: M. Šlapelienės lietuvių knygynas, Raida, 1940. — 608 с. — 2900 экз.